# Aprostocetus pantshenkoi
Aprostocetus pantshenkoi is een vliesvleugelig insect uit de familie Eulophidae. De wetenschappelijke naam is voor het eerst geldig gepubliceerd in 1978 door Kostjukov.